# 嘻哈客
《嘻哈客》是台灣音樂人劉劭希的第1張個人專輯，於2001年發行。《嘻哈客》專輯是客家音樂市場上，第一張以電子舞曲呈現的客家專輯，也是首張以大埔腔客語演唱的專輯。《嘻哈客》獲得了金曲獎最佳方言男演唱人提名。
嘻哈客專輯多變的音樂風格和荒誕不經的主題在當時保守的客家音樂市場投下一枚震撼彈，這張專輯以第3曲的咖啡屋流傳最廣，成為劉劭希的代表作品，是一首以客語演唱的巴薩諾瓦音樂。

## 曲目
1. 姣細妹
2. 大家來畜鳥
3. 的咖啡屋
4. 頭擺頭擺
5. 尋無停車位
6. 雞屁股
7. 當久以前
8. 我很有錢
9. 我想飛
10. 北管舞曲

## 獎項
- 金曲獎
  - 2002年度：最佳方言男演唱人（提名）

## 外部連結
- 劉劭希 就是愛玩網 94ione.com
- 嘻哈客專輯 完整試聽